# حياة غير متوقعة
حياة غير متوقعة(بالإنجليزية:  Life Unexpected)‏ هو مسلسل أمريكي استمر لعامين من 2010 إلى 2011 بطولة بريت روبرتسون وشيري ابليبي وبيثاني جوي لينز.

## قصة
يروي مسلسل قصة المراهقة «لوكس» التي قررت الاعتماد على نفسها بعد أن عاشت طوال حياتها على نظام الكفالة ما يتطلب منها البحث عن والديها المجهولين للحصول على موافقتهم.

## روابط خارجية
- حياة غير متوقعة على موقع IMDb (الإنجليزية)
- حياة غير متوقعة على موقع ميتاكريتيك (الإنجليزية)
- حياة غير متوقعة على موقع روتن توميتوز (الإنجليزية)
- حياة غير متوقعة على موقع نتفليكس (الإنجليزية)
- حياة غير متوقعة على موقع قاعدة بيانات الأفلام العربية
- حياة غير متوقعة على موقع أول موفي (الإنجليزية)
- حياة غير متوقعة على موقع فيلمافينيتي (الإسبانية)
- حياة غير متوقعة على موقع كينوبويسك (الروسية)
- حياة غير متوقعة على موقع ألو سيني (الفرنسية)
- حياة غير متوقعة على موقع قاعدة بيانات الفيلم (الإنجليزية)